# Saïd Anfane Ahmed Boura
Saïd Anfane Ahmed Boura (né le 27 mars 1987 aux Comores) est un footballeur international comorien évoluant au poste de milieu offensif ou attaquant pour le Ngaya Club en première division comorienne ainsi qu'avec la sélection des Comores.

## Biographie

### Carrière en club
Saïd Anfane Ahmed Boura évolue au Djabal Club, à l'Étoile du Sud de Foumbouni, au Fomboni FC, au Ngaya Club puis à l'Étoile du Centre. Il est élu joueur de l'année aux Comores en 2014.

### Carrière internationale
Saïd Anfane Ahmed Boura réalise ses débuts avec l'équipe nationale des Comores lors d'un match amical contre Djibouti le 17 décembre 2006 (victoire 4-2). Il dispute les éliminatoires de la Coupe du monde de football 2010, les Jeux des îles de l'océan Indien 2011, les qualifications à la Coupe d'Afrique des nations de football 2012 et les qualifications pour le Championnat d'Afrique des nations de football 2016,.